# Diakeria
× Diakeria, (abreviado Dkra) en el comercio, es un híbrido intergenérico entre los géneros de orquídeas Barkeria × Diacrium. Fue publicado en Orchid Rev.  100(1184): 11 (1992).